# ニューアーバニズム

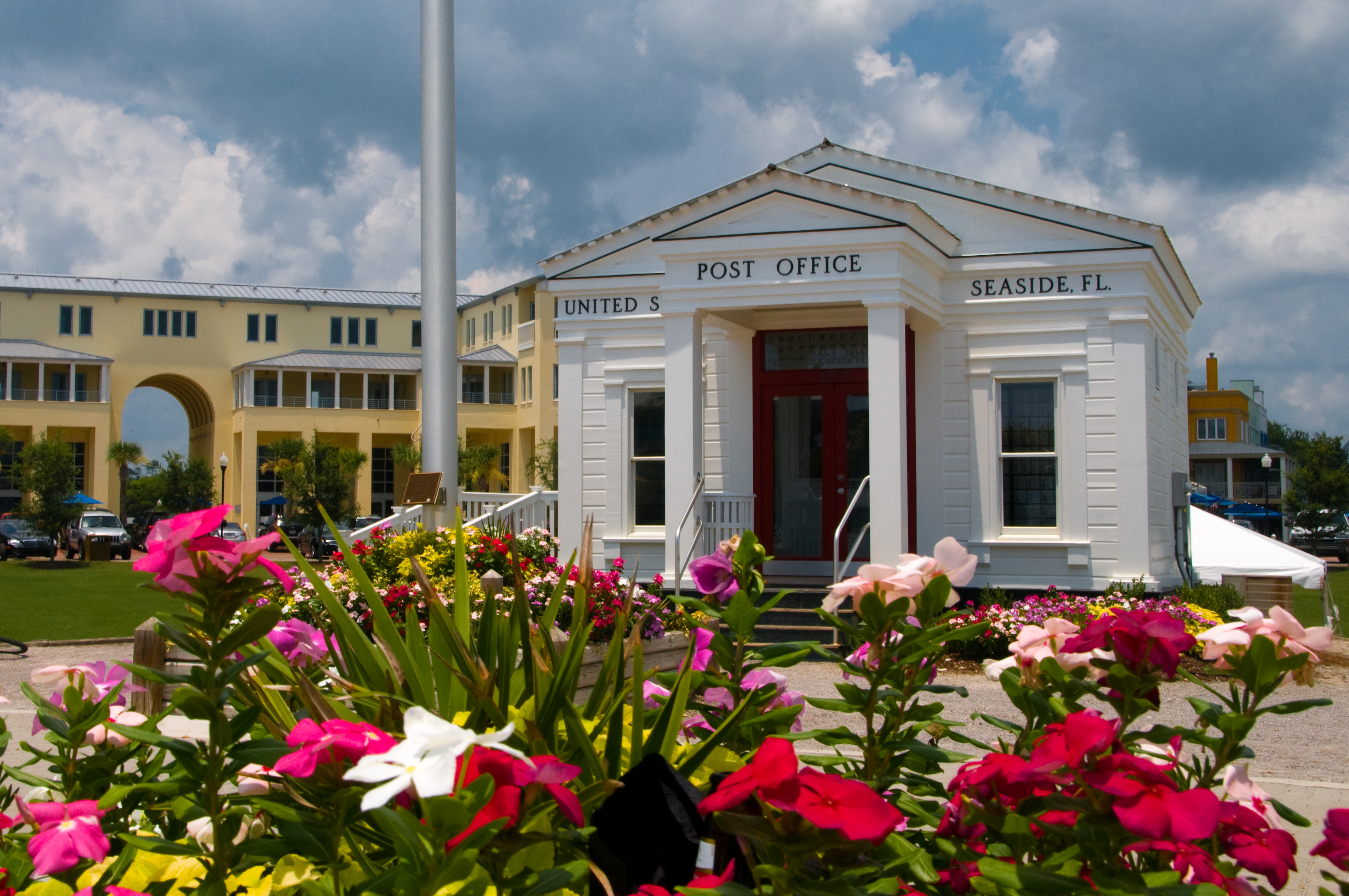
フロリダ州シーサイド

ニューアーバニズム、新都市主義（英: New Urbanism）は、1980年代後半から1990年代にかけて、主に北米で発生した都市設計の動き。ヨーロッパではコンパクトシティ、イギリスではアーバンビレッジが同様の概念を打ち立てている。

## アメリカでの展開
1980年代に、それまでの自動車中心の郊外住宅開発に対する批判から、ニューアーバニズムが唱えられるようになった。
伝統回帰的な都市計画といわれ、鉄道駅を中心に、商業施設や住宅地がその周りを囲んでいる、といった都市モデルが想定されている。過度な自動車依存を解消するための、鉄道やバスなど公共交通を基本とした都市構造である。ポートランドなどで、鉄道駅を中心にパークアンドライドなどの計画が進められている。
ニューアーバニズム主義者は、土地利用に関する全ての側面を改善することを目的とし、地域レベルから地区レベルまでの都市計画や都市設計に影響を与えている。開発、再開発や再生などの事業を通し、人間規模の職住近接型まちづくりを目指している。交通は自転車や公共交通を車より優先させている。
ピーター・カルソープ、アンドレス・デュアーニ（ドゥアニー・プラター＝ザイベック・アンド・カンパニー,（Duany Plater-Zyberk Company , DPZ）らによって、アワニー原則（1991年）が提唱され、ニューアーバニズム憲章（1996年）にまとめられた。

### シーサイドの開発
メキシコ湾に面したフロリダ州・シーサイドのプロジェクト（1981年 - ）がニューアーバニズムの実践例としてよく知られている。シーサイドをDPZがデザインの基本とした考え方は、古き良き時代のアメリカ、歩いてゆける規模の街、デザインコードの統一などであった。32haの敷地に整然と区画された街路（）に沿って、350戸の住宅・200の集合住宅、ホテル、店舗が配置され、統一された美しい街並みが続いている。映画『トゥルーマン・ショー』（1998年）のロケ地としても有名になった。

## コンパクトシティ
同様の政策は日本でも試みられているが、コンパクトシティという言葉が多く使われるようになっている。青森市、仙台市、稚内市をはじめとした東北・北海道の都市と神戸市がその事例である。